# Jane Grey
Jane Grey (năm 1536 hoặc 1537 – 12 tháng 2 năm 1554), hay Lady Jane Dudley, còn được gọi là Cửu nhật nữ vương (The Nine Days' Queen), là một nữ quý tộc người Anh, và được tuyên bố Nữ vương nước Anh từ ngày 10 tháng 7 đến 19 tháng 7 năm 1553 sau cái chết của Edward VI của Anh.
Tháng 5 năm 1553, Jane Grey kết hôn với Guildford Dudley, con trai thứ của quan Tể tướng của Quốc vương Edward VI là John Dudley, Công tước thứ 1 xứ Northumberland. Tháng 6 năm 1553, Edward VI hấp hối, trên giường bệnh ông đã chọn Jane Grey kế vị ngôi báu, phủ định quyền kế vị, theo Đạo luật Kế vị thứ ba, của hai người chị cùng cha khác mẹ của mình là Lady Mary Tudor và Lady Elizabeth Tudor. Trong thời trị vì ngắn ngủi của mình, Jane Grey ngụ ở Tháp Luân Đôn. Ngày 19 tháng 7, bà bị giam giữ tại đây khi Hội đồng Cơ mật nước Anh chuyển hướng và tuyên bố Mary Tudor là Nữ vương hợp pháp.
Tháng 11 năm ấy, Jane Grey bị kết án phản loạn nhưng không bị xử tội chết. Vụ nổi loạn của Thomas Wyatt Trẻ bùng nổ trong tháng 1 và tháng 2 vào năm 1554, chống lại kế hoạch của Nữ vương Mary kết hôn với Quốc vương Felipe II của Tây Ban Nha đã dẫn đến vụ hành hình Jane Grey. Lady Jane Grey thụ hưởng một nền giáo dục nhân văn tuyệt hảo, và nổi tiếng như là một trong những phụ nữ trẻ uyên bác nhất trong thời của bà. Là một tín hữu Kháng Cách trung kiên, nhiều người xem bà không chỉ là nạn nhân của các mưu toan chính trị mà còn trọng vọng bà như là một người tử vì đạo.

## Thiếu thời
Jane Grey là con gái đầu của Henry Grey, Công tước thứ 1 xứ Suffolk với Frances Brandon. Jane thường được cho rằng sinh trong tháng 10 năm 1537, tại Bradgate Park ở Leicestershire, nhưng những nghiên cứu gần đây chỉ ra rằng bà chào đời sớm hơn, có lẽ tại Luân Đôn, vào cuối năm 1536 hoặc mùa xuân năm 1537. Thân mẫu của bà, Frances Brandon, là con gái của Mary Tudor, Vương hậu Pháp - em gái của Henry VIII của Anh, do đó Frances trở thành cháu gọi bác của Henry VIII, cũng như là em họ của Edward VI tương lai. Jane có hai em gái, Katherine Grey và Mary Grey; qua họ mẹ, ba cô gái này là cháu họ của Vua Edward VI, Mary lẫn Elizabeth.
Jane thụ hưởng nền giáo dục nhân văn hàng đầu, cô học tiếng Latinh, Hy Lạp, và Hebrew với John Aylmer, và tiếng Ý với Michelangelo Florio. Qua ảnh hưởng của cha và các thầy dạy, bà trở nên một tín hữu Kháng Cách sùng tín và thường xuyên trao đổi thư từ với nhà cải cách ở thành phố Zürich, Heinrich Bullinger.

## Trưởng thành

### Sắp xếp hôn nhân

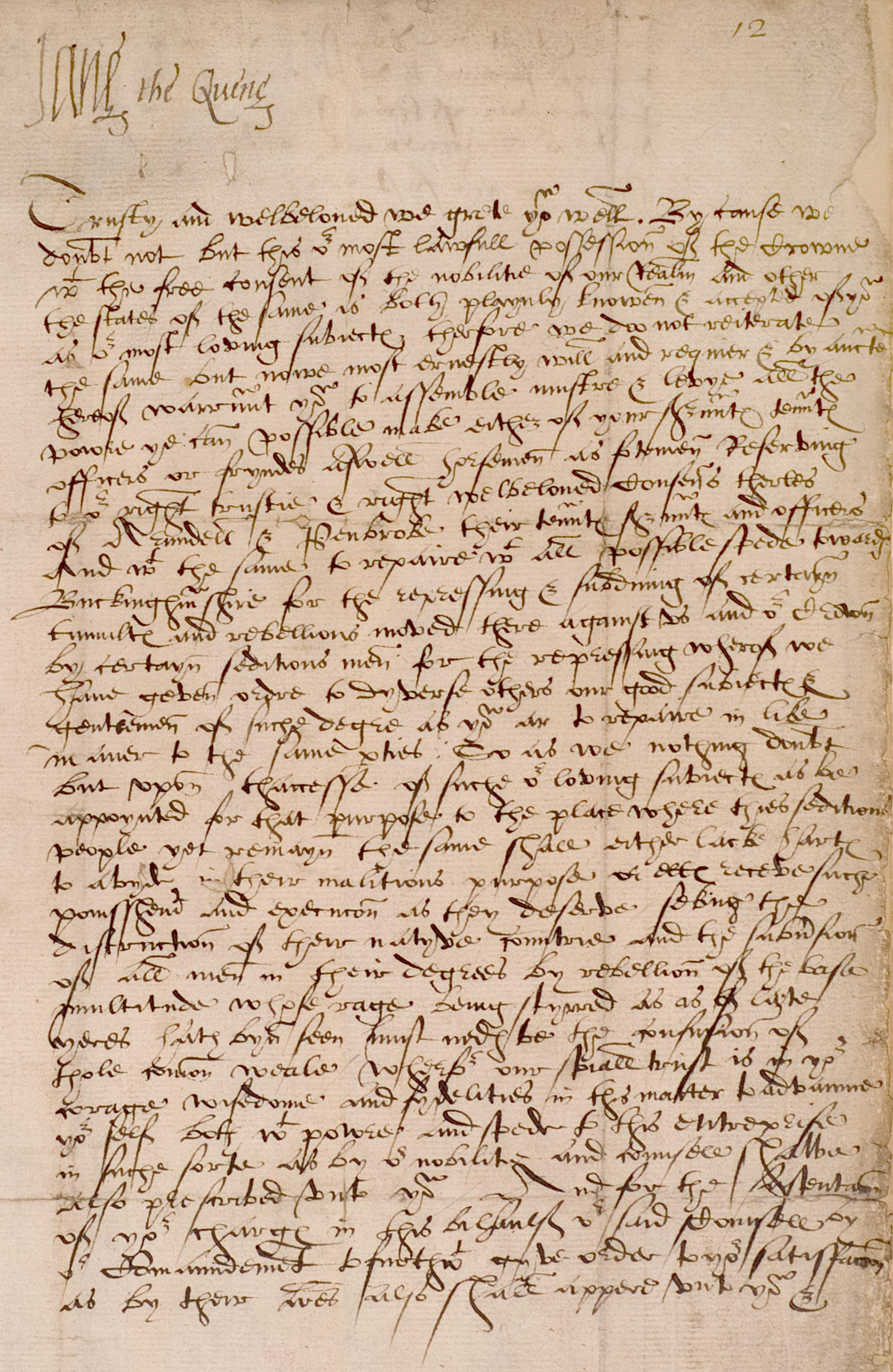
Bức thư của Lady Jane Grey với chữ kỹ "Jane the Quene", có nghĩa là "Jane, quyền Nữ vương".

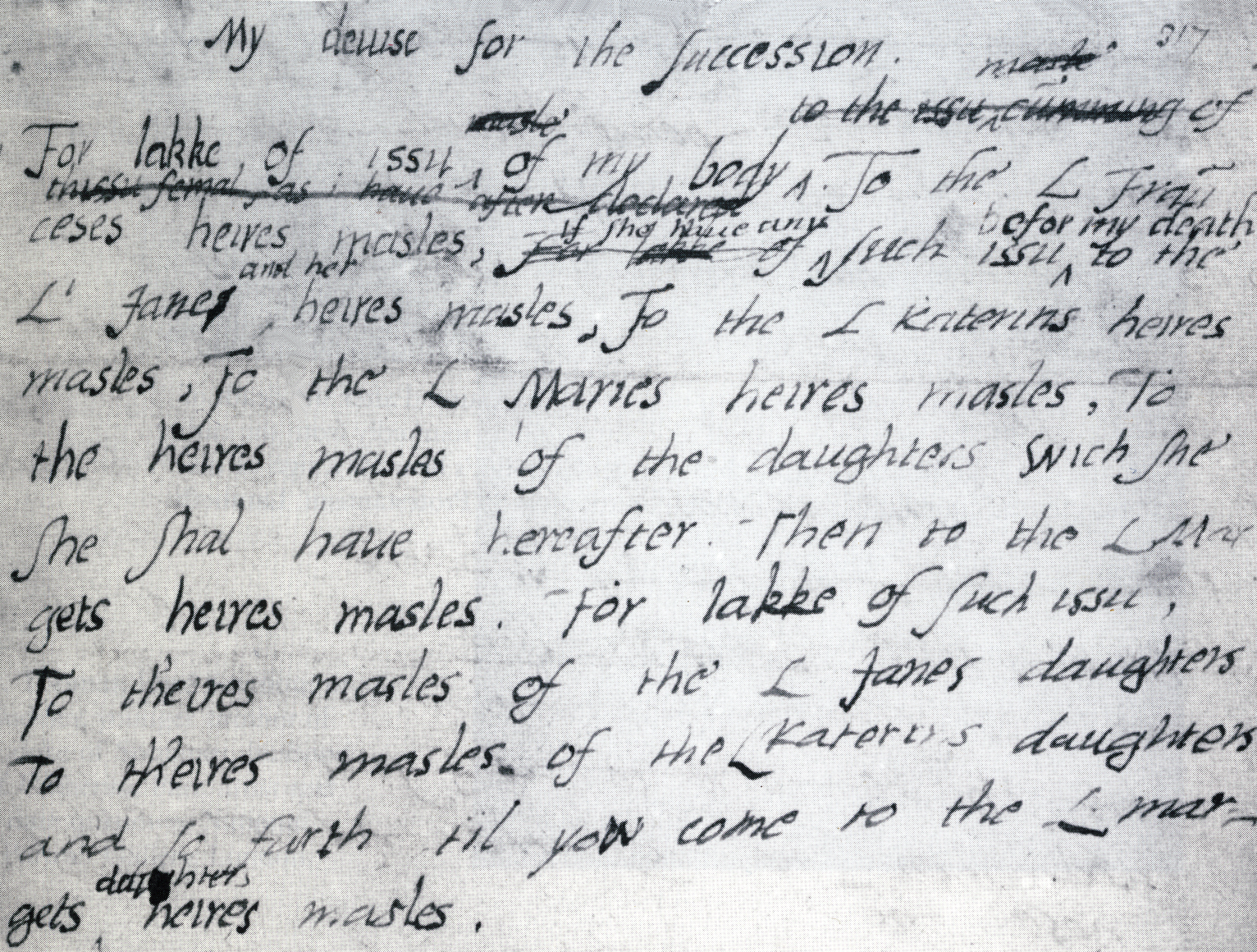
Bức di thư của Vua Edward VI, bày mưu kế đưa Jane Grey lên ngôi để chặn đứng người chị khác mẹ, Mary Tudor.

Đầu tháng 2 năm 1547, Jane Grey được gởi đến sống trong nhà của Thomas Seymour, Nam tước Seymour thứ 1 xứ Sudeley, lúc ấy Seymour sắp kết hôn với vợ góa của Vua Henry VIII là Thái hậu Catherine Parr. Jane Grey sống với Thomas và Catherine cho đến khi Catherine qua đời vào tháng 9 năm 1548. Bà tiếp tục sống trong nhà Thomas Seymour khoảng hai tháng thì ông bị bắt giữ vào cuối năm 1548. Anh của Thomas, Bảo Quốc công Edward Seymour, Công tước thứ 1 xứ Somerset, cảm thấy mối đe dọa bị tước đoạt quyền lực bởi vì Thomas được Quốc vương Edward VI yêu mến, và Thomas có vẻ muốn tiến cử Jane Grey trở thành Vương hậu.
Trong vụ án Thomas Seymour, thân phụ của Jane là Công tước xứ Suffolk may mắn thoát tội. Sau 4 lần bị Hội đồng cơ mật thẩm vấn, ông sắp xếp gả con gái cho con trai của Bảo Quốc công Edward Seymour nhưng bất thành. Đến mùa xuân năm 1553, Jane đính hôn với Guildford Dudley, thứ nam của John Dudley, Công tước thứ 1 xứ Northumberland. Cha chồng tương lai của Jane lúc ấy là nhân vật quyền thế nhất nước. Ngày 21 tháng 5 năm 1553, hai người kết hôn trong một đám cưới tập thể dành cho ba đôi lứa, hai cặp còn lại là Katherine Grey, em gái của Jane, với Lord Herbert, người kế vị William Herbert, Bá tước thứ 1 xứ Pembroke, và Katherine Dudley, em gái của Guildford, với Henry Hastings, người kế vị của Francis Hastings, Bá tước thứ 2 xứ Huntingdon.

### Lên ngôi
Đạo luật Kế vị thứ ba vào năm 1544 đã phục hồi quyền kế vị của Mary Tudor và Elizabeth Tudor, mặc dù luật pháp vẫn xem họ là con ngoại hôn. Đạo luật này cũng cho phép Henry VIII thay đổi quyền kế vị theo ý ông, và ông đã xác lập quyền kế vị cho ba người con của ông, rồi tuyên bố rằng nếu không ai trong số họ có con nối ngôi thì quyền kế vị sẽ thuộc về hậu duệ của em gái ông, Mary Tudor, Vương hậu Pháp, trong đó có Jane Grey (không rõ vì lý do gì Henry đã loại trừ Frances Brandon, mẹ của Jane, khỏi quyền kế vị). Henry VIII cũng loại bỏ quyền kế vị dành cho hậu duệ của chị ông, Margaret Tudor, một phần vì Henry VIII không muốn trao Vương quyền nước Anh cho vị quân chủ xuất thân từ Scotland, và vì Đạo luật Quốc hội năm 1431 đã cấm bất cứ ai sinh tại nước ngoài, kể cả người thuộc Vương tộc, thừa hưởng tài sản trong nước Anh.
Năm 1553, vào đầu mùa hè, khi Quốc vương Edward VI lúc đó 15 tuổi và lâm bệnh nặng, người chị theo Công giáo của nhà vua, Lady Mary Tudor, vẫn được xem là người kế vị trực tiếp. Ngày 21 tháng 6, đích thân nhà vua giám sát việc chép sắc thư có chữ ký của 102 nhà quý tộc gồm có tất cả thành viên Hội đồng Cơ mật, các Giám mục, các quan tòa, và các ủy viên hội đồng thành phố Luân Đôn. Edward VI cũng cho biết "tuyên cáo" của ông sẽ được chuyển qua Quốc hội vào tháng 9 cùng năm, và các văn bản cần thiết đã được chuẩn bị.

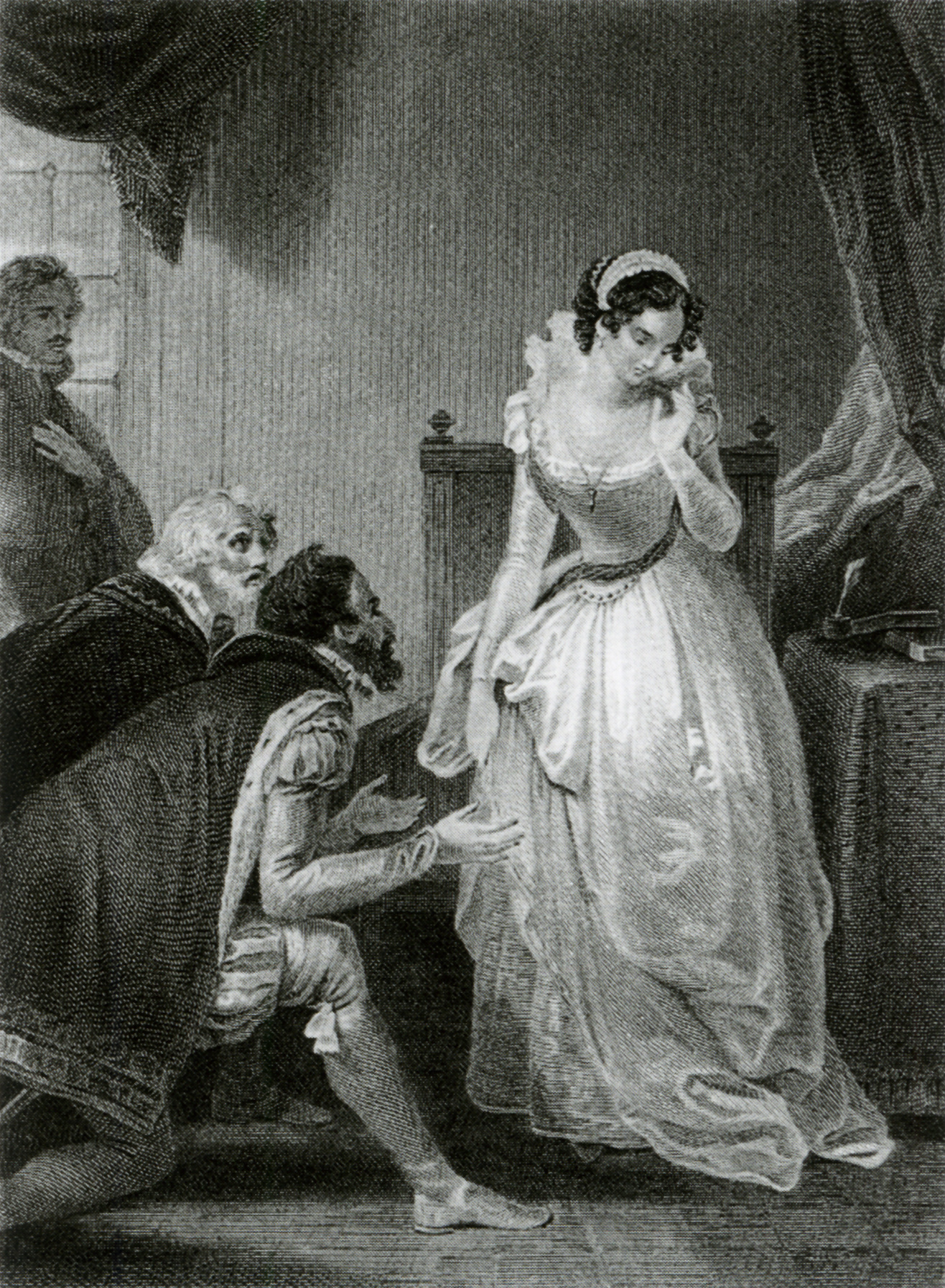
Lady Jane Grey khi bị nài ép kế vị. Tranh khắc của Robert Smirke.

Ngày 6 tháng 7 năm 1553, Edward VI của Anh qua đời khi chỉ vừa 15 tuổi. Ngày 9 tháng 7 cùng năm, phu nhân Jane Dudley được thông báo ngay là Nữ vương, và theo lời của bà sau này, bà chỉ chấp nhận một cách miễn cưỡng. Hôm sau, Jane chính thức được tuyên xưng là Nữ vương Anh sau khi đến Tháp Luân Đôn, nơi vua chúa Anh theo truyền thống đến trú ngụ để chờ đăng quang. Jane từ chối công bố chồng bà, Dudley, là Quốc vương, thay vì vậy chỉ tấn phong là Công tước xứ Clarence.
Cha chồng của Jane Grey, Công tước xứ Northumberland đối diện với một số thử thách để củng cố quyền lực sau khi Edward VI qua đời, quan trọng nhất là phải cô lập, nếu có thể, bắt giữ Mary Tudor nhằm ngăn cản bà triệu tập lực lượng ủng hộ. Song, ngay khi biết rõ ý định của Vua Edward VI, Mary liền rời Hunsdon để đến Đông Anglia, và khởi sự triệu tập những người ủng hộ. Ngày 14 tháng 7, Công tước xứ Northumberland đem quân khỏi Luân Đôn, nhưng khi ông vắng mặt, Hội đồng Cơ mật quay sang ủng hộ Mary. Nhiều nhà sử học nhận định điều này có lẽ là do đông đảo quần chúng ủng hộ Mary vào thời điểm ấy, khiến Hội đồng phải chọn đường lui mà phản bội Jane để ủng hộ Mary. Ngày 19 tháng 7, tại Luân Đôn, Hội đồng tuyên bố Mary là Nữ vương Anh trong sự hoan hỉ của dân chúng. Jane bị bắt giam tại Tháp Luân Đôn, chồng cô bị giam ở Tháp Beauchamp.
Ngày 3 tháng 8, Mary Tudor khải hoàn tiến vào Luân Đôn; và ngày 22 tháng 8, Công tước xứ Northumberland bị xử tử. Tháng 9, Quốc hội tuyên bố Mary là quân vương hợp pháp đồng thời thu hồi việc xưng vương của Jane và gọi bà là "Kẻ tiếm quyền".

## Xét xử và Hành hình

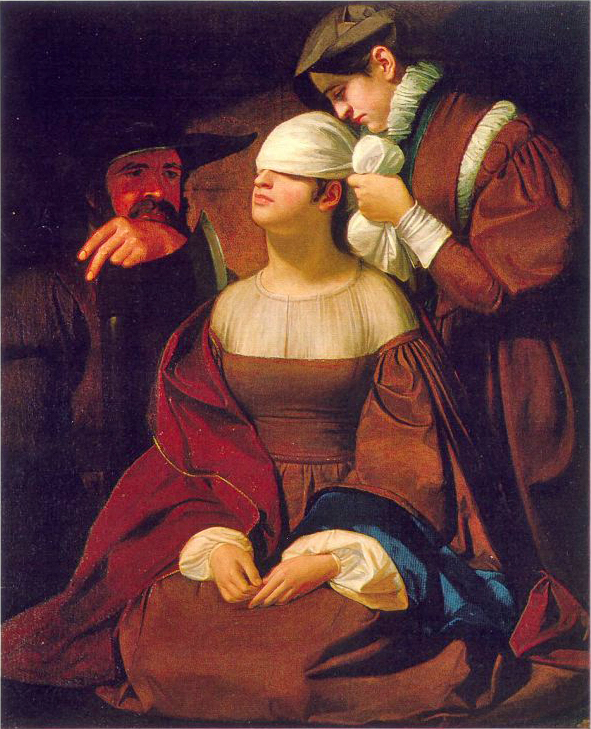
Lady Jane Grey trước khi bị hành quyết, tranh George Whiting Flagg, 1835.

Jane và chồng, Guildford Dudley, bị cáo buộc phản quốc, cùng các anh em nhà Dudley và Tổng Giám mục Canterbury, Thomas Cranmer. Ngày 13 tháng 11 năm 1553, một ủy ban đặc biệt tổ chức cuộc xét xử tại Guidhall trong Luân Đôn. Lãnh đạo Ủy ban là Thomas Whit, Thị trưởng Luân Đôn, và Thomas Howard, Công tước thứ 3 xứ Norfolk. Các thành viên khác gồm Edward Stanley, Bá tước thứ 3 xứ Derby và John Bourchier, Bá tước thứ 2 xứ Bath. Như được mong đợi, tất cả bị cáo đều bị kết tội và bị án tử hình. Jane có tội vì đã ký một số văn kiện trong tư cách "Nữ vương Jane", bà sẽ bị "thiêu sống trên Tower Hill hoặc bị chém đầu do Nữ vương quyết định" (theo thông lệ của người Anh khi phụ nữ bị kết tội phản quốc). Tuy nhiên, theo tường trình của đại sứ Đế quốc La Mã thánh gởi Hoàng đế Karl V, Jane sẽ không bị tử hình.
Thế nhưng, cuộc nổi loạn của những người Kháng Cách dưới sự lãnh đạo của Thomas Wyatt Trẻ trong tháng 1 năm 1554 đã ấn định số phận của Jane, dù bà không liên can gì. Bạo loạn bùng nổ chống lại kế hoạch của Nữ vương Mary kết hôn với Felipe II của Tây Ban Nha - con trai của Hoàng đế Karl V của Thánh chế La Mã. Thân phụ của Jane, Công tước xứ Suffolk, và hai anh em trai của bà gia nhập cuộc nổi dậy. Cuộc hành hình dự định diễn ra ngày 9 tháng 2 năm 1554, nhưng hoãn lại 3 ngày để Jane có cơ hội cải đạo sang Công giáo. Nữ vương Mary đã cử tuyên úy của bà, John Feckenham, đến gặp Jane dù ông không muốn. Tuy không chịu nhượng bộ trước những nỗ lực của Feckenham để "cứu linh hồn người", Jane đồng ý kết bạn với ông và để ông hộ tống cô đến đoạn đầu đài.
Sáng ngày 12 tháng 2 năm ấy, người ta giải Guildford từ Tháp Luân Đôn đến Tower Hill để bị chém đầu trước công chúng. Một chiếc xe ngựa mang thi thể Guildford trở lại Tháp Luân Đôn, ngang qua căn phòng của Jane. Nhìn thấy xác chồng, Jane được thuật lại kêu than: "Ôi, Guildford, Guildford". Rồi bà bị dẫn đến Tower Green bên trong Tháp Luân Đôn, và bị chém đầu trong chỗ kín đáo vì cớ danh phận người trong vương thất của bà.
Trước khi bị hành hình, Jane đọc Thánh Thi 51 ("Lạy Chúa, xin thương xót con!") bằng tiếng Anh, đưa găng và khăn tay cho người hầu. Đao phủ đến gần xin cô thứ lỗi, cô đồng ý, và tiếp, "Ta xin ngươi hãy chém đầu ta thật nhanh". Bà tự bịt mắt mình, đưa tay dò dẫm tìm thớt chém nhưng không tìm được, bà bật khóc, "Tôi phải làm gì đây? Nó đâu rồi?". Lúc đó, Sir Thomas Brydges, người phụ trách Tháp Luân Đôn, giúp Jane tìm chỗ. Đầu đặt trên thớt chém, Jane nhẩm đọc những lời cuối cùng của Chúa Giêsu được chép trong Phúc âm Luca khi Ngài bị đóng đinh trên cây thập tự: "Lạy Cha, con xin giao linh hồn lại trong tay Cha!". Rồi Jane bị chém đầu ngay sau đó.
Jane và Guildford được an táng tại Nguyện đường St Peter ad Vincula, phía bắc Tower Green. Thân phụ của Jane, Công tước xứ Suffolk, bị xử tử một tuần sau đó, ngày 19 tháng 2 năm 1554. Tháng 3 năm 1555, mẹ của Jane, Bà Công tước xứ Suffolk, kết hôn với Quan Giám Mã Adrian Stokes. Bà được Mary ân xá và cho phép sống trong cung với hai cô con gái, và qua đời năm 1559.

## Di sản

### Trong văn học nghệ thuật

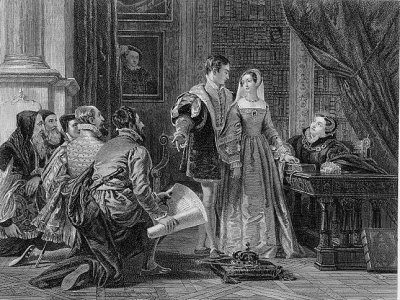
Lady Jane Grey trước lúc trao vương miện, tranh Charles Leslie, c. 1827.

"Bậc anh thư của cuộc Kháng Cách" - theo cách gọi của nhà sử học về Vương tộc Tudor, Albert Pollard - chỉ mới 16 hoặc 17 tuổi vào thời điểm Jane Grey bị hành hình. Trong thời kỳ bách hại tôn giáo dưới triều đại của Mary và những thế kỷ về sau, người ta xem Jane Grey là người tín hữu Kháng Cách tử vì đạo. Hình ảnh của bà chiếm vị trí chủ đạo trong quyển Book of Martyrs của John Foxe. Trong văn hóa phổ thông, Lady Jane dần dà trở thành huyền thoại, với nhiều sách tiểu sử, tiểu thuyết, kịch, tranh vẽ, và phim ảnh đượm tính lãng mạn về cuộc đời bà, một trong những tác phẩm ấy là xuất phẩm điện ảnh sản xuất năm 1986 có tên Lady Jane với Helena Bonham Carter trong vai Jane. Hình tượng Lady Jane để lại một ấn tượng lâu dài trên văn học và sử thi Anh. Sự thiếu thốn nguồn tư liệu không làm nản lòng các tác giả của các thời đại đang lấp đầy khoảng trống ấy bằng bông trái của trí tưởng tượng phong phú của họ.
Trong những khúc ballad thời đại Elizabeth, cuộc đời Jane là câu chuyện kể về một cô gái ngây thơ bị phản bội. Jane còn được xem là một người tử đạo vì chính nghĩa Tin Lành, như được trình bày trong quyển Book of Martyrs của Foxe, rồi Roger Ascham lý tưởng hóa hình tượng Lady Jane như một phụ nữ cao quý và uyên bác. Nhưng sự tôn vinh lớn nhất dành cho Jane đến từ thi phẩm Elegy xuất bản năm 1579 của Thomas Chaloner. Lady Jane được miêu tả như một thiếu nữ trí tuệ vô song và nhan sắc tuyệt trần, có thể ví sánh với Socrates về lòng dũng cảm và sự trầm tĩnh khi đối diện với cái chết.
Từ văn học tử đạo và thi ca, hình tượng Jane xuất hiện trên sân khấu trong thời trị vì của James I của Anh (1603-165) với vở kịch Lady Jane của John Webster và Thomas Dekker. Trong thế kỷ kế tiếp, chủ đề này được lặp lại bởi nhà soạn kịch John Banks trong vở Innocent Usurper: or, the Death of Lady Jane Grey. Jane không chỉ bị nài ép lên ngôi mà còn chịu áp lực từ người chồng, Lord Guilford Dudley, ông dọa tự tử nếu Jane không đồng ý. Thế kỷ 18 chứng kiến sự xuất hiện của nhiều vở kịch và tập thơ về Lady Jane. Bà được miêu tả như một nữ anh hùng, người tử vì đạo, một phụ nữ uyên bác và đau khổ trong tình yêu, chia tay với những trang sách của Platon để nhận ngôi báu hầu có thể cứu vãn chính nghĩa Tin Lành. Vở bi kịch Lady Jane Grey: A Tragedy in Five Acts (năm 1715) của Nichoas Rowe nhấn mạnh đến tính bi thương trong số phận của Jane. Ngay cả triết gia David Hume cũng xúc động về bi kịch của Jane và Dudley.
Hình tượng Jane vẫn tiếp tục được yêu thích trong thế kỷ 19, thời đại in ấn, như là một con người của bi kịch khi chuyện kể về Jane xuất hiện trên các phương tiện truyền thông như các tạp chí và sách dành cho trẻ em. Sau Cách mạng Pháp, phong trào Tin Lành tôn vinh cô như là một biểu tượng, không phải vì tính lãng mạn mà vì lòng sùng tín của bà. The Lady's Monitor (năm 1828) nói rằng bà thừa hưởng "mọi phẩm hạnh vĩ đại, cao quý, và đáng tôn trọng về trí tuệ, tâm tính, và tính cách". Triết gia cấp tiến William Godwin gọi bà là "người thiếu nữ hoàn hảo nhất được tìm thấy trong lịch sử". Jane cũng xuất hiện trong cuốn tiểu thuyết The Prince and the Pauper (1882) của Mark Twain.

### Hội họa

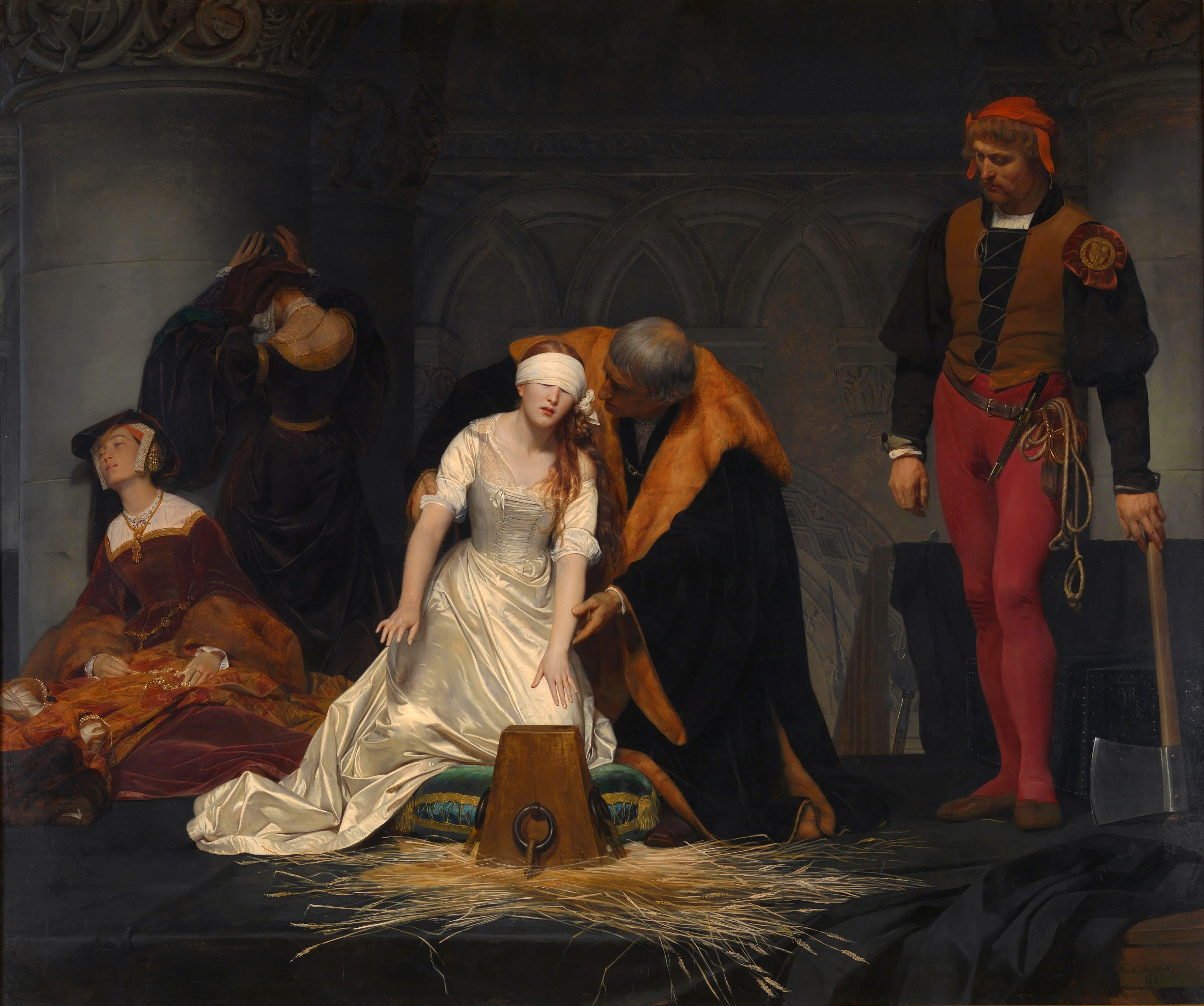
Hành quyết Lady Jane Grey, tranh của họa sĩ Pháp, Paul Delaroche, 1833.

Năm 1833, Paul Delaroche vẽ bức tranh The Execution of Lady Jane Grey (le Supplice de Jeanne Grey), được xem là bức chân dung nổi tiếng nhất của Jane, miêu tả cuộc hành hình diễn ra trong ngục tối. Tuy nhiên, một số chi tiết trong bức tranh là thiếu chính xác. Trong tranh, Jane mặc áo dài trắng tương tự màu trang phục của Maria Antonia của Áo khi bị hành hình năm 1793. Thật ra, cuộc hành hình diễn ra ngoài trời bên trong Tháp Luân Đôn.
Jane Grey là quân vương duy nhất của nước Anh trong 500 năm qua không có bức chân dung nào được lưu giữ. Một bức tranh tại National Portrait Gallery ở Luân Đôn trong nhiều năm từng được cho là chân dung của Jane, nhưng đến năm 1996 được xác định là chân dung của Catherine Parr, người vợ góa của Henry VIII.
Một họa phẩm được một số chuyên gia cho là chân dung của Jane do tư nhân sở hữu được tìm thấy năm 2005. Bức "Streatham Portrait" (gọi theo tên một khu vực ở Luân Đôn nơi bức tranh được cất giữ) miêu tả một thiếu nữ mặc áo dài đỏ, trang điểm với châu ngọc, tay cầm sách cầu nguyện. National Portrait Gallery bị hỏa hoạn sau khi mua bức tranh ấy, theo lời đồn đại, với giá 100.000 bảng Anh năm 2006.

### Văn học
- Tiểu thuyết The Nine Days Queen (Nữ vương Chín ngày) của Karleen Bradford thuật lại câu chuyện của Jane từ góc nhìn của chính bà.
- Nhà sử học kiêm tiểu thuyết gia Alison Weir xuất bản cuốn tiểu thuyết Innocent Traitor dựa trên cuộc đời của Jane vào tháng 2 năm 2007.
- Raven Queen, cuốn tiểu thuyết dành cho độc giả hơn 12 tuổi của Pauline Francis phát hành ngày 12 tháng 2 năm 2007 kỷ niệm 453 năm ngày Lady Jane bị hành hình.
- Jane xuất hiện trong ít nhất ba cuốn tiểu thuyết lịch sử: Mary, Bloody Mary và Beware, Princess Elizabeth, của Carolyn Meyer, cùng quyển Elizabeth I: Red Rose of the House of Tudor của Kathryn Lasky, như là một phần trong đề án Royal Diaries xuất bản hai mươi tác phẩm văn học.
- Lady Jane Grey cũng có mặt trong Timeless Love của Judith O'Brien, kể chuyện một cô gái tuổi teen đi ngược thời gian trở lại thời trị vì của ông vua trẻ Edward VI.
- The World of Lady Jane Grey, tiểu thuyết lịch sử hư cấu của Gladys Malvern xuất bản năm 1965.
- Nine Days a Queen của Ann Rinaldi là câu chuyện kể từ góc nhìn của Jane về cuộc đời bà cho đến khi bị xử chém. Jane Grey miễn cưỡng lên ngôi, và tin rằng Mary sẽ ân xá trước khi bà bị hành quyết.

### Điện ảnh và Truyền hình

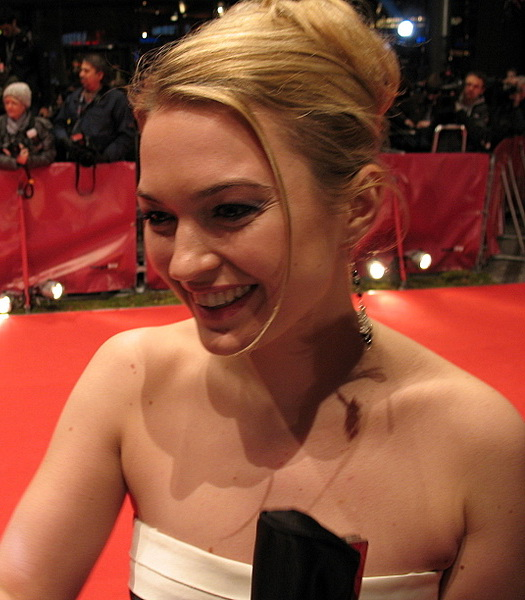
Sophia Myles, diễn viên thủ vai Jane trong phim The Prince and the Pauper (1996).

Có ba phiên bản điện ảnh về cuộc đời của Lady Jane, với các diễn vai đóng vai Jane:
- Nina Vanna trong phim câm của Anh Lady Jane Grey; Or, The Court of Intrigue (1923)
- Nova Pilbeam trong Tudor Rose (1936)
- Helena Bonham Carter trong Lady Jane (1986)

Trong những phiên bản của phim The Prince and the Pauper, các diễn viên đóng vai Jane:
- Anne Howard trong The Prince and the Pauper (1937)
- Jane Asher trong The Prince and the Pauper (1962), thuộc loạt phim truyền hình Mỹ của Disneyland
- Nádia Lippi trong O Príncipe E o Mendigo (1972), truyền hình Brazil
- Felicity Dean trong Crossed Swords (1977)
- Sophia Myles trong The Prince and the Pauper (1996)
- Perdita Weeks The Prince and the Pauper của Anh(2000)

Vai Jane do Sarah Frampton đóng trong loạt phim truyền hình của BBC Elizabeth R (1971), trong Lost in Time phần 1 và 2, Amber Beattie đóng vai Jane.
Trong những bộ phim truyền hình khác:
- Bella Ramsey trong Becoming Elizabeth (2022)

## Phổ hệ
| \| \| \| \| \| \| \| \| \| \| \| \| \| \| 16. John Grey xứ Groby \| \| \| \| \| \| \| \| \| \| \| \| \| \| \| \| \| \| \| \| \| \| \| \| \| \| \| \| \| \| \| \| \| \| \| \| \| \| \| \| \| \| \| \| \| \| \| \| \| \| \| \| \| \| \| \| \| \| \| \| 8. Thomas Grey, Hầu tước thứ 1 xứ Dorset \| \| \| \| \| \| \| \| \| \| \| \| \| \| \| \| \| \| \| \| \| \| \| \| \| \| \| \| \| \| \| \| \| \| \| \| \| \| \| \| \| \| \| \| \| \| \| \| \| \| \| \| \| \| \| \| \| \| \| \| \| \| \| \| \| \| \| \| \| \| \| \| 17. Elizabeth Woodville \| \| \| \| \| \| \| \| \| \| \| \| \| \| \| \| \| \| \| \| \| \| \| \| \| \| \| \| \| \| \| \| \| \| \| \| \| \| \| \| \| \| \| \| \| \| \| \| \| \| \| \| \| \| \| \| \| \| \| \| \| \| \| \| \| \| \| \| \| \| \| \| 4. Thomas Grey, Hầu tước thứ 2 xứ Dorset \| \| \| \| \| \| \| \| \| \| \| \| \| \| \| \| \| \| \| \| \| \| \| \| \| \| \| \| \| \| \| \| \| \| \| \| \| \| \| \| \| \| \| \| \| \| \| \| \| \| \| \| \| \| \| \| \| \| \| \| \| \| \| \| \| \| \| \| \| \| \| \| 18. William Bonville, Nam tước Harington thứ 6 \| \| \| \| \| \| \| \| \| \| \| \| \| \| \| \| \| \| \| \| \| \| \| \| \| \| \| \| \| \| \| \| \| \| \| \| \| \| \| \| \| \| \| \| \| \| \| \| \| \| \| \| \| \| \| \| \| \| \| \| \| \| \| \| \| \| \| \| \| \| \| \| 9. Cecily Bonville, Nam tước Harington thứ 7 \| \| \| \| \| \| \| \| \| \| \| \| \| \| \| \| \| \| \| \| \| \| \| \| \| \| \| \| \| \| \| \| \| \| \| \| \| \| \| \| \| \| \| \| \| \| \| \| \| \| \| \| \| \| \| \| \| \| \| \| \| \| \| \| \| \| \| \| \| \| \| \| 19. Katherine Neville \| \| \| \| \| \| \| \| \| \| \| \| \| \| \| \| \| \| \| \| \| \| \| \| \| \| \| \| \| \| \| \| \| \| \| \| \| \| \| \| \| \| \| \| \| \| \| \| \| \| \| \| \| \| \| \| \| \| \| \| \| \| \| \| \| \| \| \| \| \| \| \| 2. Henry Grey, Công tước thứ 1 xứ Suffolk \| \| \| \| \| \| \| \| \| \| \| \| \| \| \| \| \| \| \| \| \| \| \| \| \| \| \| \| \| \| \| \| \| \| \| \| \| \| \| \| \| \| \| \| \| \| \| \| \| \| \| \| \| \| \| \| \| \| \| \| \| \| \| \| \| \| \| \| \| \| \| \| 20. Nicholas Wotton \| \| \| \| \| \| \| \| \| \| \| \| \| \| \| \| \| \| \| \| \| \| \| \| \| \| \| \| \| \| \| \| \| \| \| \| \| \| \| \| \| \| \| \| \| \| \| \| \| \| \| \| \| \| \| \| \| \| \| \| \| \| \| \| \| \| \| \| \| \| \| \| 10. Richard Wotton \| \| \| \| \| \| \| \| \| \| \| \| \| \| \| \| \| \| \| \| \| \| \| \| \| \| \| \| \| \| \| \| \| \| \| \| \| \| \| \| \| \| \| \| \| \| \| \| \| \| \| \| \| \| \| \| \| \| \| \| \| \| \| \| \| \| \| \| \| \| \| \| 21. Elizabeth Bamburgh \| \| \| \| \| \| \| \| \| \| \| \| \| \| \| \| \| \| \| \| \| \| \| \| \| \| \| \| \| \| \| \| \| \| \| \| \| \| \| \| \| \| \| \| \| \| \| \| \| \| \| \| \| \| \| \| \| \| \| \| \| \| \| \| \| \| \| \| \| \| \| \| 5. Margaret Wotton \| \| \| \| \| \| \| \| \| \| \| \| \| \| \| \| \| \| \| \| \| \| \| \| \| \| \| \| \| \| \| \| \| \| \| \| \| \| \| \| \| \| \| \| \| \| \| \| \| \| \| \| \| \| \| \| \| \| \| \| \| \| \| \| \| \| \| \| \| \| \| \| 22. Henry Belknap \| \| \| \| \| \| \| \| \| \| \| \| \| \| \| \| \| \| \| \| \| \| \| \| \| \| \| \| \| \| \| \| \| \| \| \| \| \| \| \| \| \| \| \| \| \| \| \| \| \| \| \| \| \| \| \| \| \| \| \| \| \| \| \| \| \| \| \| \| \| \| \| 11. Anne Belknap \| \| \| \| \| \| \| \| \| \| \| \| \| \| \| \| \| \| \| \| \| \| \| \| \| \| \| \| \| \| \| \| \| \| \| \| \| \| \| \| \| \| \| \| \| \| \| \| \| \| \| \| \| \| \| \| \| \| \| \| \| \| \| \| \| \| \| \| \| \| \| \| 23. Margaret Knollys \| \| \| \| \| \| \| \| \| \| \| \| \| \| \| \| \| \| \| \| \| \| \| \| \| \| \| \| \| \| \| \| \| \| \| \| \| \| \| \| \| \| \| \| \| \| \| \| \| \| \| \| \| \| \| \| \| \| \| \| \| \| \| \| \| \| \| \| \| \| \| \| 1. Jane Grey \| \| \| \| \| \| \| \| \| \| \| \| \| \| \| \| \| \| \| \| \| \| \| \| \| \| \| \| \| \| \| \| \| \| \| \| \| \| \| \| \| \| \| \| \| \| \| \| \| \| \| \| \| \| \| \| \| \| \| \| \| \| \| \| \| \| \| \| \| \| \| \| 24. Edmund Tudor, Bá tước thứ 1 xứ Richmond \| \| \| \| \| \| \| \| \| \| \| \| \| \| \| \| \| \| \| \| \| \| \| \| \| \| \| \| \| \| \| \| \| \| \| \| \| \| \| \| \| \| \| \| \| \| \| \| \| \| \| \| \| \| \| \| \| \| \| \| \| \| \| \| \| \| \| \| \| \| \| \| 12. Henry VII của Anh \| \| \| \| \| \| \| \| \| \| \| \| \| \| \| \| \| \| \| \| \| \| \| \| \| \| \| \| \| \| \| \| \| \| \| \| \| \| \| \| \| \| \| \| \| \| \| \| \| \| \| \| \| \| \| \| \| \| \| \| \| \| \| \| \| \| \| \| \| \| \| \| 25. Margaret Beaufort \| \| \| \| \| \| \| \| \| \| \| \| \| \| \| \| \| \| \| \| \| \| \| \| \| \| \| \| \| \| \| \| \| \| \| \| \| \| \| \| \| \| \| \| \| \| \| \| \| \| \| \| \| \| \| \| \| \| \| \| \| \| \| \| \| \| \| \| \| \| \| \| 6. Mary của Anh \| \| \| \| \| \| \| \| \| \| \| \| \| \| \| \| \| \| \| \| \| \| \| \| \| \| \| \| \| \| \| \| \| \| \| \| \| \| \| \| \| \| \| \| \| \| \| \| \| \| \| \| \| \| \| \| \| \| \| \| \| \| \| \| \| \| \| \| \| \| \| \| 26. Edward IV của Anh \| \| \| \| \| \| \| \| \| \| \| \| \| \| \| \| \| \| \| \| \| \| \| \| \| \| \| \| \| \| \| \| \| \| \| \| \| \| \| \| \| \| \| \| \| \| \| \| \| \| \| \| \| \| \| \| \| \| \| \| \| \| \| \| \| \| \| \| \| \| \| \| 13. Elizabeth xứ York \| \| \| \| \| \| \| \| \| \| \| \| \| \| \| \| \| \| \| \| \| \| \| \| \| \| \| \| \| \| \| \| \| \| \| \| \| \| \| \| \| \| \| \| \| \| \| \| \| \| \| \| \| \| \| \| \| \| \| \| \| \| \| \| \| \| \| \| \| \| \| \| 27. Elizabeth Woodville (= 17) \| \| \| \| \| \| \| \| \| \| \| \| \| \| \| \| \| \| \| \| \| \| \| \| \| \| \| \| \| \| \| \| \| \| \| \| \| \| \| \| \| \| \| \| \| \| \| \| \| \| \| \| \| \| \| \| \| \| \| \| \| \| \| \| \| \| \| \| \| \| \| \| 3. Frances Brandon \| \| \| \| \| \| \| \| \| \| \| \| \| \| \| \| \| \| \| \| \| \| \| \| \| \| \| \| \| \| \| \| \| \| \| \| \| \| \| \| \| \| \| \| \| \| \| \| \| \| \| \| \| \| \| \| \| \| \| \| \| \| \| \| \| \| \| \| \| \| \| \| 28. William Brandon \| \| \| \| \| \| \| \| \| \| \| \| \| \| \| \| \| \| \| \| \| \| \| \| \| \| \| \| \| \| \| \| \| \| \| \| \| \| \| \| \| \| \| \| \| \| \| \| \| \| \| \| \| \| \| \| \| \| \| \| \| \| \| \| \| \| \| \| \| \| \| \| 14. William Brandon \| \| \| \| \| \| \| \| \| \| \| \| \| \| \| \| \| \| \| \| \| \| \| \| \| \| \| \| \| \| \| \| \| \| \| \| \| \| \| \| \| \| \| \| \| \| \| \| \| \| \| \| \| \| \| \| \| \| \| \| \| \| \| \| \| \| \| \| \| \| \| \| 29. Elizabeth Wingfield \| \| \| \| \| \| \| \| \| \| \| \| \| \| \| \| \| \| \| \| \| \| \| \| \| \| \| \| \| \| \| \| \| \| \| \| \| \| \| \| \| \| \| \| \| \| \| \| \| \| \| \| \| \| \| \| \| \| \| \| \| \| \| \| \| \| \| \| \| \| \| \| 7. Charles Brandon, Công tước thứ 1 xứ Suffolk \| \| \| \| \| \| \| \| \| \| \| \| \| \| \| \| \| \| \| \| \| \| \| \| \| \| \| \| \| \| \| \| \| \| \| \| \| \| \| \| \| \| \| \| \| \| \| \| \| \| \| \| \| \| \| \| \| \| \| \| \| \| \| \| \| \| \| \| \| \| \| \| 30. Henry Bruyn \| \| \| \| \| \| \| \| \| \| \| \| \| \| \| \| \| \| \| \| \| \| \| \| \| \| \| \| \| \| \| \| \| \| \| \| \| \| \| \| \| \| \| \| \| \| \| \| \| \| \| \| \| \| \| \| \| \| \| \| \| \| \| \| \| \| \| \| \| \| \| \| 15. Elizabeth Bruyn \| \| \| \| \| \| \| \| \| \| \| \| \| \| \| \| \| \| \| \| \| \| \| \| \| \| \| \| \| \| \| \| \| \| \| \| \| \| \| \| \| \| \| \| \| \| \| \| \| \| \| \| \| \| \| \| \| \| \| \| \| \| \| \| \| \| \| \| \| \| \| \| 31. Elizabeth Darcy \| \| \| \| \| \| \| \| \| \| \| \| \| \| \| \| \| \| \| \| \| \| \| \| \| \| \| \| \| \| \| \| \| \| \| \| \| \| \| \| \| \| \| \| \| \| \| \| \| \| \| \| |                                                |  |  |  |  |  |  |  |  |  |  |  |                        |  |  |  |
| |                                                |  |  |  |  |  |  |  |  |  |  |  | 16. John Grey xứ Groby |  |  |  |
| |                                                |  |  |  |  |  |  |  |  |  |  |  |                        |  |  |  |
| |                                                |  |  |  |  |  |  |  |  |  |  |  |                        |  |  |  |
| |                                                |  |  |  |  |  |  |  |  |  |  |  |                        |  |  |  |
| | 8. Thomas Grey, Hầu tước thứ 1 xứ Dorset       |  |  |  |  |  |  |  |  |  |  |  |                        |  |  |  |
| |                                                |  |  |  |  |  |  |  |  |  |  |  |                        |  |  |  |
| |                                                |  |  |  |  |  |  |  |  |  |  |  |                        |  |  |  |
| |                                                |  |  |  |  |  |  |  |  |  |  |  |                        |  |  |  |
| | 17. Elizabeth Woodville                        |  |  |  |  |  |  |  |  |  |  |  |                        |  |  |  |
| |                                                |  |  |  |  |  |  |  |  |  |  |  |                        |  |  |  |
| |                                                |  |  |  |  |  |  |  |  |  |  |  |                        |  |  |  |
| |                                                |  |  |  |  |  |  |  |  |  |  |  |                        |  |  |  |
| | 4. Thomas Grey, Hầu tước thứ 2 xứ Dorset       |  |  |  |  |  |  |  |  |  |  |  |                        |  |  |  |
| |                                                |  |  |  |  |  |  |  |  |  |  |  |                        |  |  |  |
| |                                                |  |  |  |  |  |  |  |  |  |  |  |                        |  |  |  |
| |                                                |  |  |  |  |  |  |  |  |  |  |  |                        |  |  |  |
| | 18. William Bonville, Nam tước Harington thứ 6 |  |  |  |  |  |  |  |  |  |  |  |                        |  |  |  |
| |                                                |  |  |  |  |  |  |  |  |  |  |  |                        |  |  |  |
| |                                                |  |  |  |  |  |  |  |  |  |  |  |                        |  |  |  |
| |                                                |  |  |  |  |  |  |  |  |  |  |  |                        |  |  |  |
| | 9. Cecily Bonville, Nam tước Harington thứ 7   |  |  |  |  |  |  |  |  |  |  |  |                        |  |  |  |
| |                                                |  |  |  |  |  |  |  |  |  |  |  |                        |  |  |  |
| |                                                |  |  |  |  |  |  |  |  |  |  |  |                        |  |  |  |
| |                                                |  |  |  |  |  |  |  |  |  |  |  |                        |  |  |  |
| | 19. Katherine Neville                          |  |  |  |  |  |  |  |  |  |  |  |                        |  |  |  |
| |                                                |  |  |  |  |  |  |  |  |  |  |  |                        |  |  |  |
| |                                                |  |  |  |  |  |  |  |  |  |  |  |                        |  |  |  |
| |                                                |  |  |  |  |  |  |  |  |  |  |  |                        |  |  |  |
| | 2. Henry Grey, Công tước thứ 1 xứ Suffolk      |  |  |  |  |  |  |  |  |  |  |  |                        |  |  |  |
| |                                                |  |  |  |  |  |  |  |  |  |  |  |                        |  |  |  |
| |                                                |  |  |  |  |  |  |  |  |  |  |  |                        |  |  |  |
| |                                                |  |  |  |  |  |  |  |  |  |  |  |                        |  |  |  |
| | 20. Nicholas Wotton                            |  |  |  |  |  |  |  |  |  |  |  |                        |  |  |  |
| |                                                |  |  |  |  |  |  |  |  |  |  |  |                        |  |  |  |
| |                                                |  |  |  |  |  |  |  |  |  |  |  |                        |  |  |  |
| |                                                |  |  |  |  |  |  |  |  |  |  |  |                        |  |  |  |
| | 10. Richard Wotton                             |  |  |  |  |  |  |  |  |  |  |  |                        |  |  |  |
| |                                                |  |  |  |  |  |  |  |  |  |  |  |                        |  |  |  |
| |                                                |  |  |  |  |  |  |  |  |  |  |  |                        |  |  |  |
| |                                                |  |  |  |  |  |  |  |  |  |  |  |                        |  |  |  |
| | 21. Elizabeth Bamburgh                         |  |  |  |  |  |  |  |  |  |  |  |                        |  |  |  |
| |                                                |  |  |  |  |  |  |  |  |  |  |  |                        |  |  |  |
| |                                                |  |  |  |  |  |  |  |  |  |  |  |                        |  |  |  |
| |                                                |  |  |  |  |  |  |  |  |  |  |  |                        |  |  |  |
| | 5. Margaret Wotton                             |  |  |  |  |  |  |  |  |  |  |  |                        |  |  |  |
| |                                                |  |  |  |  |  |  |  |  |  |  |  |                        |  |  |  |
| |                                                |  |  |  |  |  |  |  |  |  |  |  |                        |  |  |  |
| |                                                |  |  |  |  |  |  |  |  |  |  |  |                        |  |  |  |
| | 22. Henry Belknap                              |  |  |  |  |  |  |  |  |  |  |  |                        |  |  |  |
| |                                                |  |  |  |  |  |  |  |  |  |  |  |                        |  |  |  |
| |                                                |  |  |  |  |  |  |  |  |  |  |  |                        |  |  |  |
| |                                                |  |  |  |  |  |  |  |  |  |  |  |                        |  |  |  |
| | 11. Anne Belknap                               |  |  |  |  |  |  |  |  |  |  |  |                        |  |  |  |
| |                                                |  |  |  |  |  |  |  |  |  |  |  |                        |  |  |  |
| |                                                |  |  |  |  |  |  |  |  |  |  |  |                        |  |  |  |
| |                                                |  |  |  |  |  |  |  |  |  |  |  |                        |  |  |  |
| | 23. Margaret Knollys                           |  |  |  |  |  |  |  |  |  |  |  |                        |  |  |  |
| |                                                |  |  |  |  |  |  |  |  |  |  |  |                        |  |  |  |
| |                                                |  |  |  |  |  |  |  |  |  |  |  |                        |  |  |  |
| |                                                |  |  |  |  |  |  |  |  |  |  |  |                        |  |  |  |
| | 1. Jane Grey                                   |  |  |  |  |  |  |  |  |  |  |  |                        |  |  |  |
| |                                                |  |  |  |  |  |  |  |  |  |  |  |                        |  |  |  |
| |                                                |  |  |  |  |  |  |  |  |  |  |  |                        |  |  |  |
| |                                                |  |  |  |  |  |  |  |  |  |  |  |                        |  |  |  |
| | 24. Edmund Tudor, Bá tước thứ 1 xứ Richmond    |  |  |  |  |  |  |  |  |  |  |  |                        |  |  |  |
| |                                                |  |  |  |  |  |  |  |  |  |  |  |                        |  |  |  |
| |                                                |  |  |  |  |  |  |  |  |  |  |  |                        |  |  |  |
| |                                                |  |  |  |  |  |  |  |  |  |  |  |                        |  |  |  |
| | 12. Henry VII của Anh                          |  |  |  |  |  |  |  |  |  |  |  |                        |  |  |  |
| |                                                |  |  |  |  |  |  |  |  |  |  |  |                        |  |  |  |
| |                                                |  |  |  |  |  |  |  |  |  |  |  |                        |  |  |  |
| |                                                |  |  |  |  |  |  |  |  |  |  |  |                        |  |  |  |
| | 25. Margaret Beaufort                          |  |  |  |  |  |  |  |  |  |  |  |                        |  |  |  |
| |                                                |  |  |  |  |  |  |  |  |  |  |  |                        |  |  |  |
| |                                                |  |  |  |  |  |  |  |  |  |  |  |                        |  |  |  |
| |                                                |  |  |  |  |  |  |  |  |  |  |  |                        |  |  |  |
| | 6. Mary của Anh                                |  |  |  |  |  |  |  |  |  |  |  |                        |  |  |  |
| |                                                |  |  |  |  |  |  |  |  |  |  |  |                        |  |  |  |
| |                                                |  |  |  |  |  |  |  |  |  |  |  |                        |  |  |  |
| |                                                |  |  |  |  |  |  |  |  |  |  |  |                        |  |  |  |
| | 26. Edward IV của Anh                          |  |  |  |  |  |  |  |  |  |  |  |                        |  |  |  |
| |                                                |  |  |  |  |  |  |  |  |  |  |  |                        |  |  |  |
| |                                                |  |  |  |  |  |  |  |  |  |  |  |                        |  |  |  |
| |                                                |  |  |  |  |  |  |  |  |  |  |  |                        |  |  |  |
| | 13. Elizabeth xứ York                          |  |  |  |  |  |  |  |  |  |  |  |                        |  |  |  |
| |                                                |  |  |  |  |  |  |  |  |  |  |  |                        |  |  |  |
| |                                                |  |  |  |  |  |  |  |  |  |  |  |                        |  |  |  |
| |                                                |  |  |  |  |  |  |  |  |  |  |  |                        |  |  |  |
| | 27. Elizabeth Woodville (= 17)                 |  |  |  |  |  |  |  |  |  |  |  |                        |  |  |  |
| |                                                |  |  |  |  |  |  |  |  |  |  |  |                        |  |  |  |
| |                                                |  |  |  |  |  |  |  |  |  |  |  |                        |  |  |  |
| |                                                |  |  |  |  |  |  |  |  |  |  |  |                        |  |  |  |
| | 3. Frances Brandon                             |  |  |  |  |  |  |  |  |  |  |  |                        |  |  |  |
| |                                                |  |  |  |  |  |  |  |  |  |  |  |                        |  |  |  |
| |                                                |  |  |  |  |  |  |  |  |  |  |  |                        |  |  |  |
| |                                                |  |  |  |  |  |  |  |  |  |  |  |                        |  |  |  |
| | 28. William Brandon                            |  |  |  |  |  |  |  |  |  |  |  |                        |  |  |  |
| |                                                |  |  |  |  |  |  |  |  |  |  |  |                        |  |  |  |
| |                                                |  |  |  |  |  |  |  |  |  |  |  |                        |  |  |  |
| |                                                |  |  |  |  |  |  |  |  |  |  |  |                        |  |  |  |
| | 14. William Brandon                            |  |  |  |  |  |  |  |  |  |  |  |                        |  |  |  |
| |                                                |  |  |  |  |  |  |  |  |  |  |  |                        |  |  |  |
| |                                                |  |  |  |  |  |  |  |  |  |  |  |                        |  |  |  |
| |                                                |  |  |  |  |  |  |  |  |  |  |  |                        |  |  |  |
| | 29. Elizabeth Wingfield                        |  |  |  |  |  |  |  |  |  |  |  |                        |  |  |  |
| |                                                |  |  |  |  |  |  |  |  |  |  |  |                        |  |  |  |
| |                                                |  |  |  |  |  |  |  |  |  |  |  |                        |  |  |  |
| |                                                |  |  |  |  |  |  |  |  |  |  |  |                        |  |  |  |
| | 7. Charles Brandon, Công tước thứ 1 xứ Suffolk |  |  |  |  |  |  |  |  |  |  |  |                        |  |  |  |
| |                                                |  |  |  |  |  |  |  |  |  |  |  |                        |  |  |  |
| |                                                |  |  |  |  |  |  |  |  |  |  |  |                        |  |  |  |
| |                                                |  |  |  |  |  |  |  |  |  |  |  |                        |  |  |  |
| | 30. Henry Bruyn                                |  |  |  |  |  |  |  |  |  |  |  |                        |  |  |  |
| |                                                |  |  |  |  |  |  |  |  |  |  |  |                        |  |  |  |
| |                                                |  |  |  |  |  |  |  |  |  |  |  |                        |  |  |  |
| |                                                |  |  |  |  |  |  |  |  |  |  |  |                        |  |  |  |
| | 15. Elizabeth Bruyn                            |  |  |  |  |  |  |  |  |  |  |  |                        |  |  |  |
| |                                                |  |  |  |  |  |  |  |  |  |  |  |                        |  |  |  |
| |                                                |  |  |  |  |  |  |  |  |  |  |  |                        |  |  |  |
| |                                                |  |  |  |  |  |  |  |  |  |  |  |                        |  |  |  |
| | 31. Elizabeth Darcy                            |  |  |  |  |  |  |  |  |  |  |  |                        |  |  |  |
| |                                                |  |  |  |  |  |  |  |  |  |  |  |                        |  |  |  |
| |                                                |  |  |  |  |  |  |  |  |  |  |  |                        |  |  |  |